# MERS coronavirus
El MERS coronavirus, anteriorment conegut com a "nou coronavirus" (nCoV), és un virus d'ARN de cadena simple del tipus coronavirus i gènere Betacoronavirus. És el causant de la síndrome respiratòria de l'Orient Mitjà (MERS-CoV), el qual va ser detectat per primer cop l'any 2012 a l'Aràbia Saudita. Actualment es desconeix l'origen d'aquest virus, però és probable que s'hagi originat a partir d'un animal. Aquest virus s'està estenent a Corea del Sud. Això, sumat al fet que sovint els coronavirus poden mutar, està provocant alarma, ja que podria arribar a convertir-se en una pandèmia.
Tots els casos coneguts s'han vinculat amb la Península Aràbiga, perquè s'han produït allà o a països propers. També s'han vist casos en els que un individu que havia estat recentment a la Península Aràbiga ha provocat la transmissió de la malaltia (com a la República de Corea l'any 2015).
En animals, el virus afecta el sistema respiratori i al gastrointestinal, ocasionalment també pot afectar el fetge i sistemes neurològics. En el cas dels éssers humans, el MERS-CoV infecta principalment el tracte respiratori superior i el gastrointestinal. Normalment causa infeccions al tracte respiratori superior (similars a un refredat) en humans, causant malalties lleus de curta durada amb rinitis, tos, mal de coll i febre. També pot causar infeccions del tracte respiratori baix, aquestes són més importants en humans.
No hi ha cap tractament antiviral específic per al MERS coronavirus, tot i que sí que es poden alleujar els símptomes amb tractament mèdic. En els casos més greus, el tractament inclou atenció per a donar suport als òrgans vitals de l'individu infectat. Actualment no hi ha cap vacuna contra el MERS, però se n'està estudiant el desenvolupament d'una als U.S. National Institutes of Health.

## Característiques víriques

### Taxonomia
- Virus
  - Grup: IV - virus ARN monocatenaris positius o (+)ssRNA
    - Ordre: Nidovirales[1]
      - Família: Coronaviridae
        - Subfamília: Coronavirinae
          - Gènere: Betacoronavirus
            - Llinatge C: inclou Tylonycteris bat coronavirus HKU4 (BtCoV-HKU4), Pipistrellus bat coronavirus HKU5 (BtCoV-HKU5), i MERS-CoV[7]

### Estructura del virus
Tal com hem esmentat anteriorment, el MERS coronavirus és un virus de cadena d'ARN, monocatenari i no segmentat, recobert per una càpside amb forma esfèrica. Quan perd aquesta, presenta una forma allargada.
El terme "coronavirus" que dona nom a la família fa referència a la seva càpside, formada per glicoproteïnes o espícules. Aquestes espícules (S) s'ajunten de tres en tres i donen al virus la seva forma característica de corona. Gràcies a aquestes glicoproteïnes el virus és capaç de fusionar-se i introduir-se a la cèl·lula que infecten.
A nivell més intern, hi ha una petita proteïna de l'embolcall (E) que forma canals iònics i una proteïna de membrana (M) que intervé en la formació de la coberta a partir del Complex de Golgi.
Per acabar, a nivell de l'ARN hi trobem la proteïna de la nucleocàpside (N), que encapsula el material genètic.
A més a més, cada coronavirus codifica un set específic de proteïnes accessòries que intervenen en el cicle de vida del virus. En el cas del MERS-CoV, hi trobem la ORF 3, ORF 4a, ORF 4b i la ORF 5. Aquestes proteïnes poden influenciar la patogenicitat del virus, regular les interaccions amb l'hoste i/o promoure el desenvolupament d'un entorn adequat per la replicació del virus. Tot i això, en el MERS-CoV la localització d'aquestes proteïnes no està del tot clara.

### Replicació del virus
És un virus que es replica en el citoplasma de les cèl·lules i no té per què provocar la lisi de la cèl·lula infectada.
Pel MERS-CoV, la DPP4 (Dipeptidyl peptidasa 4) o CD26 és el receptor que s'uneix a les proteïnes S de la coberta, i està expressat a la superfície de diversos tipus de cèl·lules. Gràcies a aquesta interacció, el virus es pot introduir a la cèl·lula o bé per la fusió directa de la membrana o bé per un procés d'endocitosi que formi una vesícula amb el receptor (DPP4) i el virus. En ambdós casos el virus perdrà la coberta i el genoma (ARN) acabarà alliberant-se al citoplasma, on es replicarà i es transcriurà a ANAm. Aquests dos processos es produiran en vesícules de membranes dobles que deriven del reticle endoplasmàtic.
La traducció del ANAm donarà lloc a les proteïnes de la càpside, de les quals la proteïna N encapsularà el ARN viral. L'ARN ja encapsulat es traslladarà al compartiment intermedi del reticle endoplasmàtic llis o Complex del Golgi (ERGIC). D'allí en sortiran vesícules amb el ARN viral encapsidat per la proteïna N junt amb les proteïnes S, M i E.
Aquestes vesícules es transportaran a la superfície cel·lular per a la posterior alliberació dels virions per exocitoci cap a l'exterior.

#### Variabilitat
La replicació és un procés que pot produir petits canvis en el genoma. No obstant, la freqüència a la que es produeixen aquests errors o mutacions depèn de cada virus i és totalment a l'atzar.
En el nostre cas, la polimerasa del MERS coronavirus no té activitat correctora, això vol dir que va afegint nucleòtids sobre un motlle i no s'atura encara que cometi un error. A més a més, copia la cadena de manera discontínua, de manera que permet delecions i recombinacions. Aquest procés comporta que els virions que són alliberats no siguin genèticament idèntics.
Aquesta particular polimerasa li dona al MERS-CoV una gran capacitat de canvi, adaptació i formació de noves soques.

### Tropisme envers les cèl·lules
El MERS-Cov provoca principalment alteracions en processos respiratoris. Ho fa a través de la interacció de les espícules proteiques (S) amb el receptor dipeptidil peptidasa 4 o DPP4(CD26) present a les cèl·lules epitelials bronquials no ciliades en humans. D'aquesta manera pot introduir-se a la cèl·lula i infectar-la.
Es va descobrir que la proteïna M, la ORF 4a, la ORF 4b i la ORF 5 són potents antagonistes dels interferons. Això explica per què els coronavirus són capaços de bloquejar la immunitat innata dels organismes que infecten a diferents nivells (en la producció de IFN o en l'efecte d'aquests).

### Espècies afectades
Aquest virus es pensa que és un virus zoonòtic que pot portar infeccions secundàries a humans. Es creu que es transmet a través de l'exposició amb camells infectats, tot i que també s'han vist alguns casos amb ratpenats. S'ha pogut veure a camells de Qatar, Egipte i Aràbia Saudita, i en ratpenats a l'Aràbia Saudita.
La infecció als dromedaris s'ha observat com asimptomàtica o associada a signes respiratoris lleus amb càrrega nasal.

### Reservoris naturals
En un principi es creia que la font d'infecció pel MERS coronavirus eren els ratpenats de cua de beina egipcis (Taphozous perforatus). Un estudi publicat l'any 2013 ens informa que es varen trobar seqüències genètiques pertanyents a coronavirus en aproximadament un 28% dels ratpenats estudiats, però únicament es va trobar una seqüència de MERS coronavirus en un únic individu. Precisament aquest individu va ser capturat a Bisha, on vivia el cas índex que es va donar a l'Arabia Saudita. Aquesta seqüència que es va identificar era curta (tan sols 182 nucleòtids de llargada), però idèntica a la seqüència del MERS coronavirus trobat en el pacient.
Un estudi publicat a The Lancet Infectious Diseases en el qual s'havia estudiat el sèrum de més de 150 camells informava que el 100% de camells d'Oman i el 14% de camells espanyols presentaven anticossos específics envers proteïnes característiques de MERS coronavirus. No obstant, aquests anticossos no estaven presents en sèrums de petits i grans remugants. Aquest i molts més estudis ens indiquen que els camells són el reservori principal del virus.

### Transmissió
Hi ha moltes incerteses sobre l'origen del MERS-CoV i la seva forma de transmissió. Aquesta situació és típica d'una malaltia emergent, en aquestes hi trobem moltes possibilitats incloent el medi ambient, els animals i les exposicions humanes. Per tant, les formes precises de transmissió del MERS coronavirus no acaben d'estar ben definides.

#### Transmissiózoonòtica
Hi ha una creixent evidència serològica i molecular que els dromedaris són una espècie hoste per al MERS-CoV i que aquests tenen un paper important en la transmissió als humans. Els estudis serològics en dromedaris a Jordània, Oman, Qatar, Aràbia Saudita, Emirats Àrabs, Egipte, Etiòpia, Kenya, Nigèria, Tunísia i les Illes Canàries (a Espanya, alguns procedents del Marroc) han mostrat altes taxes d'anticossos contra MERS-CoV. Aquesta hipòtesi que els dromedaris són hostes del virus s'ha demostrat a través de la detecció d'ARN viral en diferents animals dels quals s'havia pres mostres de secrecions nasals i femtes (a Qatar, Aràbia Saudita, Oman i Egipte).
 El virus no es transmet fàcilment dels camells als humans, tot i que cada cop hi ha més evidències que demostren el contrari. El contacte ha de ser proper entre una persona i un camell infectat per tal que es produeixi la transmissió, això ha suggerit que el virus pot infectar als humans a través de l'aire i a través del consum de la carn o la llet crua (tradicional en la cultura àrab) d'un camell infectat. Encara que la via més probable per a la transmissió és la respiratòria, les investigacions ens suggereixen que el MERS-CoV pot sobreviure més temps a la llet de camell crua que en la d'altres espècies animals. La forma de contaminació a la llet és poc clara, pot ser degut al fet que els camells infectats excreten el MERS-CoV directament a la llet o la llet es veu contaminada durant la munyida.
 El període d'incubació per a la possible transmissió zoonòtica primària és encara desconegut.

#### Transmissió entre persones
El MERS-CoV, igual que altres coronavirus, es pot transmetre a partir de secrecions de les vies respiratòries de l'individu infectat, això pot succeir directament a través de les gotetes de la tos o de l'esternut, o indirectament tocant objectes o superfícies contaminades. També s'ha vist que es pot transmetre a través de contacte, per exemple amb la convivència amb una persona infectada. És a dir, aquest virus es pot transmetre per contacte directe entre un individu infectat i un individu sa, així com a través de secrecions de les vies respiratòries.
Per tant, perquè es transmeti el virus entre persones es necessita un contacte proper. S'han observat casos de transmissió entre persones en establiments d'atenció sanitària (sobretot si les pràctiques de prevenció i control no són les adequades), en canvi no s'ha notificat transmissió comunitària sostinguda. Així doncs, la transmissió entre humans sembla limitada (s'ha pogut veure sobretot a nivell d'atenció a la salut més que a la comunitat), però tot i això existeix certa preocupació envers aquest virus. Cal remarcar que l'Organització Mundial de la Salut (OMS) no ha emès cap advertència en els viatges als països on es troba aquest virus.
El període d'incubació mitjà dels casos entre humans s'estima en poc més de cinc dies, però podria arribar a ser de fins a dues setmanes.

### Semblances amb el SARS-CoV
La semblança entre el MERS-CoV i el SARS-CoV ha estat molt comentada, ja que posseeixen característiques comunes: ambdós produeixen malalties respiratòries greus en humans i tenen una estreta relació filogenètica amb virus trobats en ratpenats. Això fa pensar que els ratpenats poden ser els "reservoris ancestrals" dels virus que han evolucionat per donar lloc a aquests dos coronavirus.
Tot i les seves semblances, tenen diferències bastant significatives. A nivell genètic, el MERS-CoV és un betacoronavirus del llinatge 2c, mentre que el SARS-CoV és un betacoronavirus del llinatge 2b. Funcionalment, també es presenten diferències importants. Els receptors cel·lulars que s'utilitzen per entrar a les cèl·lules hostesses dels virus són diferents, com també ho és la capacitat per infectar cèl·lules de determinades espècies (el MERS-CoV és capaç d'infectar directament cèl·lules de ratpenat, cosa que no fa el SARS-CoV).

## Síndrome respiratòria de l'Orient Mitjà

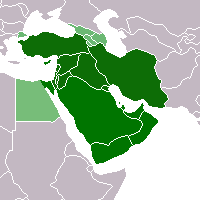
Regió d'Orient Mitjà, on es va detectar per primer cop MERS-CoV l'any 2012

La síndrome respiratòria de l'Orient Mitjà o MERS (Middle East Respiratory Sydrome) és una malaltia infecciosa causada per un coronavirus (familia dels virus que causen el refredat comú) que afecta a totes les parts del sistema respiratori. El virus va ser detectat per primera vegada a Jordània (Aràbia Saudita) el 2012, en camells i dromedaris, segons l'Organitzacó Mundial de la Salut (OMS). Els orígens del virus no són del tot coneguts, estudis del seu genoma han situat el seu origen en els ratpenats i es pensa que es va transmetre d'aquests als camells i dromedaris en el passat. Els símptomes poden ser més o menys greus segons l'individu, en persones causa febre, tos i dificultat per a respirar. arribant a causar la mort en un 30% dels individus, mentre en altres només s'han detectat símptomes lleus.
La transmissió principal que es coneix d'aquest virus es produeix per contacte directe a partir de secrecions respiratòries d'un individu infectat. En ser un virus que provoca zoonosis pot afectar els humans a partir del contacte amb espècies infectades per MERS, que sol trobar-se en camells, dromedaris i ratpenats. De fet, en diversos països, com Aràbia Saudita, Egipte, Omàn i Qatar, s'han aïllat soques de MERS coronavirus en camells idèntiques a les soques trobades en humans. Al maig de 2015 es va detectar un cas de MERS a Corea del Sud en un home que venia d'Orient Mitjà, el 5 de juny d'aquest mateix any la malaltia s'havia estès a 25 persones més, va ser el brot més gran detectat de MERS fora de l'Aràbia Saudita. També s'han detectat casos minoritaris en països om Àustria, Xina, França, Alemània, Itàlia, Països Baixos, Estats Units i Regne Unit, entre d'altres.
No es coneix del tot bé el període d'incubació (temps que transcorre entre el moment d'exposició al virus fins a la presència de símptomes) d'aquest virus. En els primers casos aquest període va ser d'una mitjana de 5 dies, mentre que s'han trobat casos en el que aquest període arribava a ser de més de 14 dies.